# Непотизм
Непоти́зм (от лат. nepos, род. п. nepotis «внук, племянник», также кумовство́ (от кум)) — вид фаворитизма, заключающийся в предоставлении привилегий родственникам или друзьям, независимо от их профессиональных качеств (например, при найме на работу).
Термин появился в Средние века и первоначально обозначал раздачу римскими папами ради укрепления своей власти доходных должностей, высших церковных званий или земель близким родственникам(в первую очередь племянникам). Расцвет непотизма пришёлся на XV—XVI века.

## История

### В католической церкви
Во времена Средневековья папы римские, заботясь об укреплении своей власти, стали раздавать высшие церковные должности, в первую очередь кардинальские шапки, своим родственникам. Ими были сначала племянники, отсюда и название «непотизм». Позже, особенно в XV—XVI веках, ими были незаконнорождённые дети. Например, Александр VI сделал кардиналом своего сына Чезаре, а папа Павел III — своих внуков. Наивысшего размаха непотизм достиг в эпоху Возрождения, когда папы римские превратились в итальянских князей и стремились приобрести для своего многочисленного потомства княжества и герцогства. Появились целые «папские» династии, такие как семьи Орсини, Конти, Делла Ровере, Медичи, Борджиа, Пикколомини, Савелли. Позднее появился термин «чёрная знать»: это потомки непотов, которые стали княжескими или герцогскими фамилиями, такие, как Бонкомпаньи, Боргезе, Барберини, Памфили, Киджи, Одескальки, Людовизи, Альбани, Русполи, Руффо и многие другие.
Непотизм начинает изживать себя к XVIII веку. По распоряжению папы Иннокентия XII, в кардинальской коллегии мог быть только один непот. К XIX веку непотизм в церковной иерархии постепенно сходит на нет.
Власти Италии в 2010 году одобрили закон, направленный на борьбу с непотизмом в научной сфере. Он ужесточил требования к найму, запретив руководителю подразделения принимать на работу даже непрямых родственников — племянников, двоюродных братьев или сестер.
Во Франции с сентября 2017 года действует закон о морализации общественно-политической жизни. В соответствии с ним представителям администраций на местах (городской, департаментской, региональной) запрещено нанимать родственников на работу.

## Обзор
Непотизм в организациях ведет к монополизации власти. Когда члены, участвующие в принятии институциональных решений, связаны между собой, решения, принимаемые внутри институтов, рискуют быть принятыми в пользу группы тесно связанных людей. Непотизм также может иметь место в организациях, когда человек нанят из-за своих семейных связей.
Непотизм нередко создает возможности для имитации вышестоящих должностей и даже целых отделов для близких родственников, что ведет к деградации организационной эффективности.
Небольшие семейные предприятия являются наиболее распространенным местом, где можно увидеть непотизм на работе. Иногда кумовства почти невозможно избежать. Производственные предприятия, снабженные рабочими из местного города, почти всегда будут иметь родственников, работающих вместе.
Непотизм может представлять собой одну из форм проявления коррупции.

## В современной политике
В современном мире эксперты также отмечают существование непотизма, в той или иной форме свойственного подавляющему большинству стран. Как правило, высшие чиновники не могут передать свою власть детям напрямую; однако они используют служебные возможности и неформальные личные связи для предоставления своим близким родственникам, например, руководящих должностей в крупных деловых структурах. Вред от непотизма заключается в том, что человек назначается на новую должность, не пройдя профессиональный отбор и часто не являясь хорошим специалистом. В соответствующей конвенции ООН непотизм — разновидность коррупции.